# Szörnyűséges koalíció
Szörnyűséges koalíció (románul monstruoasa coaliție) néven maradt fenn a román történetírásban a konzervatívok és radikális liberálisok szövetsége, amely Alexandru Ioan Cuza elmozdítására jött létre 1865 második felében.

## Háttere
A politikai baloldal (radikálisok) és a politikai jobboldal (konzervatívok) közötti szövetség oka az Alexandru Ioan Cuza által bevezetett autokrata rendszer volt. Az uralkodó ennek már 1863-ban is mutatta jeleit, de az egyszemélyi vezetést az 1864. május 2-i államcsínyt követően vezette be. Május 10-én népszavazás útján felváltotta az addig az Egyesült Román Fejedelemség alkotmányaként működő párizsi egyezmény rendelkezéseit egy új statútummal. A legfontosabb változás az volt, hogy a hatalom megosztása az uralkodó javára tolódott el. Ezen túlmenően az uralkodó a politikai csoportok megkerülésével, bizalmi emberei által kormányzott; ilyenek voltak a mérsékelt Mihail Kogălniceanu vagy Nicolae Crețulescu. A konzervatívok liberálisnak tartották az uralkodót, és nem bocsátották meg reformjait (a kolostorok vagyonának világi tulajdonba vétele, igazságügyi, tanügyi és agrárreform, latin ábécé bevezetése); a radikálisok számára nem volt elég liberális; és mindkét párt (amelyek amúgy semmiben sem értettek egyet) elégedetlen volt az uralkodó vezetési módszereivel.
A koalíció vezetői Constantin Alexandru Rosetti és Ion Constantin Brătianu voltak, akikhez Lascăr Catargiu, Ion Ghica, Dimitrie A. Sturdza, Nicolae Golescu, Petre Mavrogheni is csatlakoztak. Neagu Djuvara szerint a koalíció hátterében a szabadkőművesek álltak; külön szabadkőműves páholy alakult Cuza hatalmának megdöntésére.

## Következményei
1866-ban a koalíció államcsínyt hajtott végre. Február 11-én (Gergely-naptár szerint február 23-án) reggel öt órakor egy csapat katona behatolt a királyi palotába, és lemondásra kényszerítette az uralkodót. A hivatalos, Cuza által aláírt nyilatkozat szerint a lemondás az "egész nemzet óhajának és a trónra lépéskor tett fogadalomnak megfelelően" történt. (Az 1857-es ad-hoc gyűlések egyik előírása szerint Cuzának meg kellett esküdnie, hogy hét év uralkodás után lemond, és átadja a trónt egy külföldi fejedelemnek.) Két nappal később Cuza elhagyta a fővárost, és Bécs felé indult. 1866. május 10-én Hohenzollern-Sigmaringen Károly herceget I. Károly néven kikiáltották román királynak. 

## Értékelése
Nicolae Iorga „mocskos összeesküvés”-ről írt, Titu Maiorescu szerint Cuza fejedelem trónfosztása nehezen igazolható, a trónfosztás módja elítélhető. Ugyanakkor egyetértés mutatkozik abban, hogy a külföldi uralkodó behozatala pozitív lépés volt. Az 1948 utáni kommunista történetírás szerint a polgári-földbirtokos koalíció azért kínálta fel a trónt Károlynak, hogy elfojtsa a nép harcát, megakadályozza a polgári-demokratikus forradalom kiteljesedését, és kiszolgáltassa az országot a külföldi tőke érdekeinek.

## Fordítás
Ez a szócikk részben vagy egészben  a   Monstrous coalition című angol Wikipédia-szócikk ezen változatának fordításán alapul.  Az eredeti cikk szerkesztőit annak laptörténete sorolja fel. Ez a jelzés csupán a megfogalmazás eredetét és a szerzői jogokat jelzi, nem szolgál a cikkben szereplő információk forrásmegjelöléseként.